# Vallis Christel
La Vallis Christel è una struttura geologica della superficie della Luna.